# İkizpınar, Bafra
İkizpınar là một thị trấn thuộc huyện Bafra, tỉnh Samsun, Thổ Nhĩ Kỳ. Dân số thời điểm năm 2010 là 1.205 người.